# Daewoo S-TEC
Daewoo S-TEC/M-TEC — серия рядных трёх- и четырёхцилиндровых бензиновых двигателей внутреннего сгорания, выпускающихся с 1991 года. Изначально двигатели выпускались компанией Daewoo, а с 2002 года двигатели выпускаются компанией General Motors. Оригинальная версия являлась лицензионным клоном двигателя Suzuki F8B, в то время как двигатели более поздних выпусков были созданы в Южной Корее на основе оригинального дизайна.

## S-TEC
S-TEC является рядным трёхцилиндровым двигателем объёмом 0,8 л (796 см3) с клапанным механизмом DOHC. В 2002 году объём был увеличен до 1,0 л (995 см3). Также был представлен 1,2-литровый (1150 см3) рядный четырёхцилиндровый двигатель с системой рециркуляции выхлопных газов. 1,0-литровый двигатель применялся в Chevrolet Matiz, а 1,2-литровый — в Chevrolet Kalos для европейского рынка. В 2004 году топливная экономичность двигателей была повышена.
| Конфигурация | Объём            | Диаметр цилиндра | Ход поршня       | Степень сжатия | Мощность                            | Крутящий момент          |
| ------------ | ---------------- | ---------------- | ---------------- | -------------- | ----------------------------------- | ------------------------ |
| I3           | 0,8 л (796 см3)  | 68,5 мм (2,70 ″) | 72 мм (2,83 ″)   |                | 36 кВт (48 л. с.) при 6000 об/мин   | 71,5 Н·м при 4000 об/мин |
| I4           | 1,0 л (995 см3)  | 68,5 мм (2,70 ″) | 67,5 мм (2,66 ″) | 9,3:1          | 48,5 кВт (65 л. с.) при 5400 об/мин | 91 Н·м при 4200 об/мин   |
| I4           | 1,2 л (1150 см3) | 68,5 мм (2,70 ″) | 78 мм (3,07 ″)   | 9,3:1          | 53 кВт (71 л. с.) при 5400 об/мин   | 104 Н·м при 4400 об/мин  |

Применения:
- 1991—2001 Daewoo Tico/Fino
- 1998 — настоящее время Chevrolet/Daewoo Matiz
- Chevrolet/Daewoo Kalos

## S-TEC II
Двигатель S-TEC II объёмом 1,2 л (1206 см3) с клапанным механизмом DOHC и 16 клапанами впервые был представлен в 2008 году на хетчбэке Chevrolet Aveo. 1,0-литровый двигатель впервые был представлен в 2010 году на Chevrolet Spark. 1,2-литровый двигатель на сжиженном природном газе, называемый SMARTECH II, разработан исключительно для индийского рынка и применялся в Chevrolet Beat с 2010 года. С 2013 года двигатель применяется в Chevrolet Spark для североамериканского рынка.
| Название | Объём            | Диаметр цилиндра | Ход поршня       | Степень сжатия | Мощность                                                                                     | Крутящий момент                                                    |
| -------- | ---------------- | ---------------- | ---------------- | -------------- | -------------------------------------------------------------------------------------------- | ------------------------------------------------------------------ |
|          | 1,0 л (995 см3)  | 68,5 мм (2,70 ″) | 67,5 мм (2,66 ″) | 9,8:1          | 50 кВт (67 л. с.) при 6400 об/мин                                                            | 93 Н·м при 4800 об/мин                                             |
| LMU      | 1,2 л (1206 см3) | 69,7 мм (2,74 ″) | 79 мм (3,11 ″)   | 10,5:1         | 62 кВт (83 л. с.) при 6000 об/мин                                                            | 114 Н·м при 3800—4400 об/мин                                       |
| LKY      | 1,2 л            |                  |                  | 9,8:1          | 60 кВт (80 л. с.) при 6400 об/мин                                                            | 111 Н·м при 4800 об/мин                                            |
|          | 1,2 л (1199 см3) |                  |                  |                | 59,2 кВт (79,4 л. с.) при 6200 об/мин (Бензин) 58,87 кВт (78,95 л. с.) при 6400 об/мин (СПГ) | - 108 Н·м при 4400 об/мин (Бензин) - 104 Н·м при 4400 об/мин (СПГ) |
| LL0      | 1,2 л (1249 см3) | 70,5 мм (2,78 ″) | 80 мм (3,15 ″)   | 10,5:1         | 62,66 кВт (84 л. с.) при 6400 об/мин                                                         | 112,05 Н·м при 6400 об/мин                                         |

Применения:
- 2008—2011 Chevrolet Aveo
- 2010 — настоящее время Chevrolet Sail
- 2010—2022 Chevrolet Beat/Spark
- 2018 — настоящее время Wuling Formo[2]
- 2002—2012 Micro Privliege

## S-TEC III
| Название | Объём                          | Диаметр цилиндра | Ход поршня       | Степень сжатия | Мощность                            | Крутящий момент              |
| -------- | ------------------------------ | ---------------- | ---------------- | -------------- | ----------------------------------- | ---------------------------- |
| LCU      | 1,4 л (1399 см3)               |                  |                  | 10,2:1         | 76 кВт (102 л. с.) при 6000 об/мин  | 131 Н·м при 4200 об/мин      |
| L2B      | 1,5 л (1485 см3)               | 74,7 мм (2,94 ″) | 84,7 мм (3,33 ″) | 10,2:1         | 85 кВт (114 л. с.) при 6000 об/мин  | 144 Н·м при 3800 об/мин      |
| LJO      | 1,5 л (1451 см3) + турбонаддув | 73,8 мм (2,91 ″) | 84,7 мм (3,33 ″) | 9,8:1          | 108 кВт (145 л. с.) при 5500 об/мин | 250 Н·м при 2000—3800 об/мин |

Применения 1,4-литрового двигателя:
- Chevrolet Sail (второе поколение)[3][4]

- Chevrolet Sail (третье поколение)
- 2013—2015 Chevrolet Spin
- Baojun 630
- 2013—2016 Chevrolet Lacetti/Buick Excelle (первое поколение)
- 2016 — настоящее время Buick Excelle (второе поколение)
- Wuling Rongguang
- Wuling Hongguang V (позднее Rongguang V)
- Wuling Hongguang
- Wuling Hongguang S
- Wuling Hongguang S1/Confero S/Formo
- Wuling Zhengcheng
- Wuling Victory
- Buick Verano (второе поколение, Китай)
- Baojun 310/310W
- Baojun 330
- Baojun 610/630
- Baojun 730/Wuling Cortez CT
- Baojun 510
- Baojun 530/Wuling Almaz/Chevrolet Captiva/MG Hector
- Chevrolet Lova RV
- 2017 — настоящее время Chevrolet Cavalier
- 2014—2020 Chevrolet Cruze Classic (Китай)
- 2014—2020 Chevrolet Cruze (Китай)
- 2021 — настоящее время Buick Velite 6 PHEV
- 2012 — настоящее время Chevrolet Cobalt (Узбекистан)

ПРИМЕЧАНИЕ: Некоторые лошадиные силы и крутящий момент имеют небольшие различия в разных моделях.